# Antonia Pozzi
Antonia Pozzi (13 février 1912 – 3 décembre 1938) est une poétesse italienne.

## Biographie
Antonia Pozzi est née le 13 février 1912  à Milan. Elle est la fille de l’avocat Roberto Pozzi, et de la comtesse Lina Cavagna Sangiuliani di Gualdana. 
Elle entre en 1922 au lycée Manzoni, puis  en 1930 à la Faculté de Philologie de l’Université de Milan, où elle se lie au grand poète Vittorio Sereni et y rencontre le philosophe Remo Cantoni (it). 
En 1935, elle soutient sa thèse sur la formation littéraire de Gustave Flaubert, puis enseigne à l’Institut Technique Schiaparelli. 
En 1938, elle collabore à la revue Corrente (it) et travaille à un projet de roman. Les lois raciales obligent certains de ses amis les plus proches à fuir l’Italie. 
Le 2 décembre 1938, à la suite d'une tentative de suicide aux barbituriques, elle est retrouvée inconsciente dans un fossé devant l'abbaye de Chiaravalle, banlieue de Milan. 
Elle meurt le lendemain et est inhumée dans le petit cimetière de Pasturo. Sa sépulture est surmontée d'une sculpture en bronze de Giannino Castiglioni. 
La famille a nié le suicide, attribuant la mort à une pneumonie. Le testament d'Antonia est déchiré par son père, qui a manipulé aussi ses poèmes, écrits sur des cahiers et inédits pour l'époque.

## Traductions en langue française

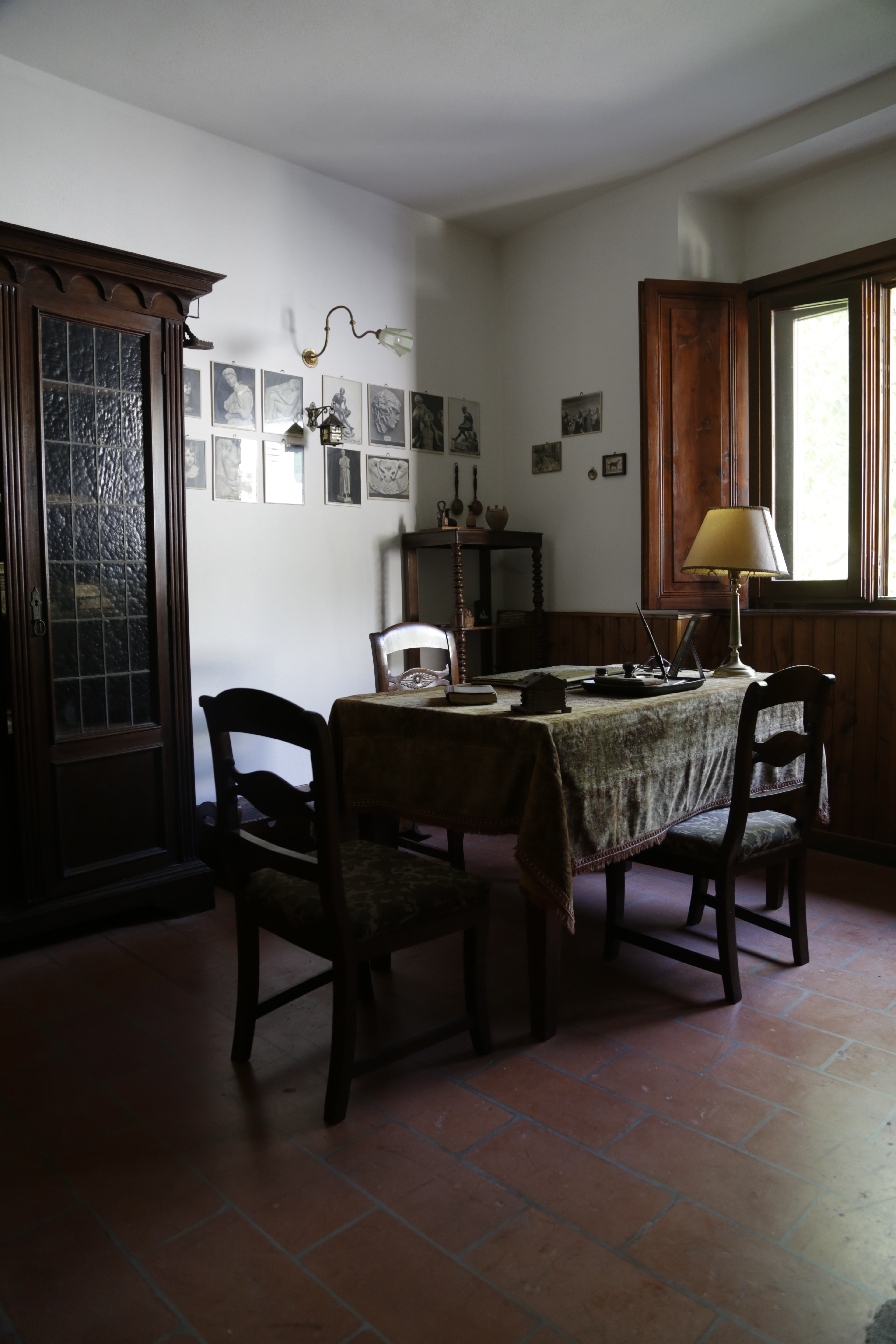
Lo bureau d'Antonia Pozzi a Villa Pozzi, à Pasturo.